# Новинар (филм)
Новинар је југословенски драмски филм први пут приказан 14. марта 1979. године. Режирао га је Фадил Хаџић који је написао и сценарио.

## Радња
Јунак филма Владо Ковач, новинар загребачког дневног листа, долази у сукоб с уредником који му је одбио објавити чланак о оправданом штрајку у фабрици алата Микрос. Ковач је добар новинар па га нови главни уредник Томац покушава придобити на своју страну, но идеалистични и тврдоглави Ковач то избегава. Истовремено га напушта супруга, која му пребацује егоизам и склоност алкохолу. Сродну душу Ковач налази у старом новинару који је некада имао ентузијазам попут његовог, а сад се одао алкохолу.

## Улоге
| Глумац                 | Улога                               |
| ---------------------- | ----------------------------------- |
| Раде Шербеџија         | Владо Ковач                         |
| Фабијан Шоваговић      | Станко Кос                          |
| Стево Жигон            | Томац                               |
| Младен Будишчак        | Франц, фоторепортер                 |
| Милена Зупанчић        | Ковачева супруга                    |
| Вера Зима              | Нада                                |
| Тонко Лонза            | Мирко, главни уредник               |
| Божидар Смиљанић       | Милан, уредник редакције            |
| Изет Хајдархоџић       | Иво                                 |
| Дамир Шабан            | Мали                                |
| Драго Митровић         | Високи функционер из сабора         |
| Ратко Буљан            | Адвокат                             |
| Звонимир Торјанац      | Лекар                               |
| Емил Глад              | Судија                              |
| Иван Ловричек          | Уплашени сведок Иво Блажић          |
| Слободан Димитријевић  | Славко, председник радничког савета |
| Крунослав Шарић        | Цакан                               |
| Радослав Спицмилер     | Томо                                |
| Звонко Лепетић         | Мајстор Звонко                      |
| Семка Соколовић Берток | Зора                                |
| Мира Фурлан            | Вера                                |
| Нада Абрус             | Секретарица главног уредника        |
| Дан Арханић            | Ковачев син                         |
| Борис Михољевић        | Јанић                               |
| Ивица Кунеј            | Љубавник Ковачеве супруге           |
| Младен Шермент         | Мишкец, продавац цвећа              |
| Иво Фици               | Алкохоличар који се лечи            |
| Отокар Левај           | Новинар                             |

Остале улоге  ▼
| Глумац                  | Улога                         |
| ----------------------- | ----------------------------- |
| Дамир Мејовшек          | Брадати тип из кафића         |
| Душко Валентић          | Наркоман који се лечи         |
| Татјана Вердоник        | Ковачева суседа               |
| Славица Јукић           |                               |
| Зденко Јелчић           | Милицајац                     |
| Мирко Боман             | Погребник                     |
| Здравко Марсанић        |                               |
| Јелена Бинички          |                               |
| Фране Пејковић          | Шиме, портир                  |
| Фрањо Штефуљ            |                               |
| Финка Павичић Будак     | Гошћа у биртији               |
| Олга Пивац              | Конобарица у кафићу           |
| Лидија Петрићевић       |                               |
| Невенка Стажић          |                               |
| Слободан Миловановић    | Карикатурист                  |
| Владимир Пухало         | Новинар                       |
| Иво Рогуља              | Новинар у редакцији           |
| Добрила Бисер           | Плавуша у чекаоници           |
| Фрањо Фрук              | Пијанац довезен на трежњење   |
| Томислав Милановски     | Конобар                       |
| Владимир Ковачић        |                               |
| Едита Липовшек          | Новинарка, Надина пријатељица |
| Јура Мофцан             |                               |
| Зоран Чирић             | Достављач новина              |
| Владимир Јагарић        | Болничар                      |
| Крунослав Кићо Слабинац | Певач                         |

## Награде
- Пула 79'[2][3][4]

1. Златна арена за режију
2. Диплома жирија за дијалог
3. Награда жирија публике Јелен недњљника ВУС
4. Награда Фото и Кодак Pathe за камеру Томиславу Пинтеру

- Ниш 79'[2][4][5]

1. Гранд приx Ћеле кула Ради Шербеџији
2. Награда за културу говора Народних новина Тонку Лонзи